# Adelaide Festival
L'Adelaide Festival of Arts, noto anche come Adelaide Festival, è un festival artistico che si svolge ogni anno ad Adelaide, la capitale dell'Australia Meridionale. È considerato uno dei maggiori eventi artistici del mondo e un evento culturale preminente in Australia.
Iniziato nel 1960, il Festival di Adelaide si svolge nel mese autunnale di marzo. In realtà è composto da diversi eventi, ma le caratteristiche generali includono l'opera, il teatro, la danza, la musica classica e contemporanea, il cabaret, la letteratura, l'arte visuale e i nuovi media.
Il festival si svolge nel centro della città, principalmente in luoghi lungo il viale culturale di North Terrace, ma anche in altre parti della città e nei suoi parchi. L'Adelaide Festival Center e il fiume Torrens di solito formano il nucleo dell'evento, e negli ultimi anni l'Elder Park ha ospitato le cerimonie di apertura. La popolarità dell'evento è a volte attribuita al design unico della città (noto come Light's Vision) che individua molte piacevoli ambientazioni a breve distanza l'una dall'altra.
Originariamente presentato biennialmente, dal 2012 il festival si svolge ogni anno.

## Storia
Il Festival di Adelaide iniziò, sul finire degli anni '50, per gli sforzi di Sir Lloyd Dumas di creare un importante festival artistico che avrebbe approdato a mostre culturali di classe mondiale del Sud Australia. Nel 1958 Sir Lloyd organizzò un raduno di membri di spicco della comunità commerciale, artistica e governativa di Adelaide. La proposta di un evento simile al Festival Internazionale di Edimburgo fu sostenuta e il primo Consiglio d'amministrazione del Festival fu formato.
L'evento cominciò a prendere forma quando Sir Lloyd collaborò con John Bishop, professore di musica presso l'Università di Adelaide. I due ottennero il sostegno del sindaco e del Consiglio comunale di Adelaide e un sostegno finanziario di 15.000 sterline. Un certo numero di aziende leader sponsorizzò il primo festival tra cui The Advertiser, la Banca di Adelaide, John Martin & Co., la Adelaide Steamship Company e Kelvinator.
L'Adelaide Festival of Arts inaugurale si svolse dal 12 al 26 marzo 1960 e fu diretto dal Professor Bishop con l'aiuto di Ian Hunter, il direttore artistico del Festival di Edimburgo. C'erano 105 spettacoli che coprivano quasi tutte le espressioni delle arti.
Il Festival di Adelaide continuò a crescere negli anni successivi con il sostegno del governo dell'Australia del Sud. Sviluppò una serie di eventi inclusi, tra cui l'Adelaide Writers 'Week, il festival letterario originale dell'Australia; WOMADelaide, un iconico festival mondiale di musica; La settimana degli artisti; l'Adelaide International, un programma internazionale di arti visive contemporaneo appositamente curato e l'Adelaide Festival of Ideas, un talk show di fama internazionale. Generò anche l'Adelaide Fringe Festival, che è diventato il più grande evento del suo genere al mondo dopo l'Edinburgh Fringe. Il Festival di Adelaide è visto come un modello per altri festival artistici ed è stato replicato in una certa misura da altre città australiane.
Nel febbraio 2010, per celebrare il suo 50º anniversario, il premier del Sud Australia Mike Rann ha annunciato che il Festival di Adelaide si terrà ogni anno a partire dal 2012, con un finanziamento totale del governo più che raddoppiato.

## Festival passati

Sir Robert Helpmann diresse il Festival del 1970, in cui debuttò il suo famoso balletto Don Quixote.

Il Festival di Adelaide ha avuto 19 direttori artistici nella sua storia, due dei quali si sono dimessi e quattro dei quali hanno diretto il festival più di una volta. Anthony Steel detiene il record per la maggior parte delle tappe come regista, essendo a capo di 5 festival. Non c'erano registi per i festival del 1966 e del 1968, con un comitato consultivo che si assumeva la responsabilità. La breve regia di Peter Sellars del Festival di Adelaide del 2002 rimane la più controversa e alla fine fu sostituito da Sue Nattrass.
| Anno      | Direttore                                  | Artisti in primo piano / Esibizioni |
| --------- | ------------------------------------------ | --- |
| 1960      | John Bishop                                | Una visita della patrona del festival, la Regina Elisabetta la Regina Madre; la settimana inaugurale di Adelaide Writers'; Assassinio nella cattedrale di Thomas Stearns Eliot, il quartetto jazz di Dave Brubeck; le orchestre sinfoniche di Sydney e Victorian; Sir Donald Wolfit; Edwin Hodgeman; Ruth Cracknell e il poeta Max Harris. |
| 1962      | John Bishop                                | Yehudi ed Hephzibah Menuhin; la London Philharmonic Orchestra diretta da Sir Malcolm Sargent; la Bhaskar Dance Company dall'India; Noye's Fludde di Benjamin Britten, Zoe Caldwell in St Joan di Shaw; The Dave Brubeck Quartet e David Attenborough. |
| 1964      | John Bishop                                | Enrico V (messo in scena in una tenda nei parchi); Marie Collier e Richard Lewis nell'opera Troilus e Cressida di Sir William Walton; la prima mondiale del balletto di Sir Robert Helpmann The Display eseguito da The Australian Ballet Company e diretto da Sidney Nolan e The Black Theatre of Prague. |
| 1966      | Advisory Board                             | La Regina Madre fece una visita durante la seconda settimana, partecipando a vari eventi tra cui le celebrazioni del Flower Day e uno spettacolo di varietà all'Elder Park, La caccia reale del sole; Dame Judith Anderson che si esibiva in quattro recital di recitazione classica; il Requiem di Berlioz; la London Symphony Orchestra; Die Kammermusiker of Switzerland e Evgenij Aleksandrovič Evtušenko alla Adelaide Writers’ Week. |
| 1968      | Advisory Board                             | I cantanti lirici Tito Gobbi e Marie Collier; Acker Bilk e la sua Paramount Jazz Band; La monumentale Ottava sinfonia di Mahler e il teatro delle marionette di Salisburgo; il poeta americano James Dickey. |
| 1970      | Sir Robert Helpmann                        | Benjamin Britten dirige la South Australian Symphony Orchestra; The Australian Ballet con la coreografia di Sir Robert Helpmann CBE e con Rudol'f Nureev; le produzioni della Royal Shakespeare Company di Racconto d'inverno e La dodicesima notte di Shakespeare, con Donald Sinden e Judi Dench; l'Orchestra Filarmonica di Varsavia; il Bartók String Quartet (Ungheria), Larry Adler e Rolf Harris. La seconda e ultima mostra personale di Ivor Hele. |
| 1972      | Louis van Eyssen                           | Leo McKern; Timothy West; Timothy Dalton e Frank Thring; Jesus Christ Superstar; la produzione di The Alchemist della South Australian Theatre Company e i poeti americani Lawrence Ferlinghetti e Allen Ginsberg alla Adelaide Writers' Week. |
| 1974      | Anthony Steel                              | Recital di André Tchaikowsky; il baritono Hans Hotter; chitarristi brasiliani, gli Abreu Brothers; l'Orchestra sinfonica di stato ungherese; il Jacques Loussier Trio: lo Stratford National Theatre of Canada e la lettura del Premier Don Dunstan dei versi di Ogden Nash al Carnival of the Animals di Saint-Saëns. |
| 1976      | Anthony Steel                              | John Cage, Leo Sayer, Herbie Mann, Sonny Terry e Brownie McGhee. L'Adelaide Writers' Week ha ospitato Kurt Vonnegut, Susan Sontag, James Baldwin e Wole Soyinka. |
| 1978      | Anthony Steel                              | La prima opera di Sir Michael Tippett The Midsummer Marriage; l'Orchestra filarmonica d'Israele sotto Zubin Mehta; la serie delle 32 sonate per pianoforte di Beethoven di Roger Woodward fu eseguita per 12 giorni; la Compagnia Philippe Genty; il Teatro Kabuki, e East di Steven Berkoff. Tra gli autori di spicco della settimana tra scrittori c'erano Manning Clark, Barry Humphries e Frank Moorhouse, lo scrittore americano Chaim Potok e il poeta irlandese Richard Murphy.                                                                                       |
| 1980      | Christopher Hunt                           | Spike Milligan; Futuresight, una mostra dal New York Museum of Holography; Centre for International Theatre Creations di Peter Brook; The Acting Company di New York; Compagnia di Teatro La Claca della Catalogna; il balletto della Komische Oper (Berlino); il Balletto della Camera di Praga e l'Orchestra Filarmonica Nazionale di Varsavia. |
| 1982      | Jim Sharman                                | Serata inaugurale con oltre 10.000 partecipanti, seguita da un concerto all'Elder Park con la Nuova Compagnia di Canto Popolare e la Grimethorpe Colliery Band su un palco galleggiante; Il Tanztheater Wuppertal di Pina Bausch e la première della commedia Signal Driver di Patrick White. |
| 1984      | Elijah Moshinsky (resigned) /Anthony Steel | Vladimir Ashkenazy alla guida della Philharmonia Orchestra di Londra con le nove sinfonie di Beethoven e cinque concerti per pianoforte presentati come un ciclo completo; Teatro Tenkei Genijyo; le Pointer Sisters e la Polish Chamber Orchestra. |
| 1986      | Anthony Steel                              | Una passeggiata sulla fune tesa dal tetto del Festival Theatre fino al fiume Torrens; la prima mondiale dell'opera Voss di Richard Meale; Philip Glass; The Nederlands Dance Theater; Jan Fabre; The Wooster Group e Gidon Kremer. |
| 1988      | George Lascelles, (7º Conte di Harewood)   | La produzione di Peter Brook per tutta la notte di The Mahabharata al Quarry; la Chicago Symphony Orchestra; Danza di Twyla Tharp e Sarah Vaughan. |
| 1990      | Clifford Hocking                           | Una produzione australiana del Tristano e Isotta una pietra miliare; il Vienna Singverein; Peter Schreier e Mercedes Sosa; Cinderella del Lyon Opera Ballet ed il French Circus Archaos. |
| 1992      | Rob Brookman                               | Il WOMADelaide inaugurale; Nixon in China; Peter Schreier e l'Adelaide Symphony Orchestra eseguono la Passione secondo Matteo di Bach; May B di Maguy Marin e As You Like It della compagnia Cheek di Jowl. |
| 1994      | Christopher Hunt                           | Mark Morris Dance Group; il balletto di Francoforte; Penny Arcade; William Yang; I quattro cavalieri dell'apocalisse; Hakutobo e gli acrobati di Wuhan. |
| 1996      | Barrie Kosky                               | Club notturno Red Square, costruito da 120 container; la Compagnia di danza Batsheva di Israele; Teatro Maly di San Pietroburgo; spettacolo teatrale de La Fura dels Baus (Barcellona); Hotel Pro Forma (Danimarca), il DV8 Physical Theatre; Il musicista di jazz latino Tito Puente e Annie Sprinkle. |
|           | Robyn Archer                               | Apertura notturna spettacolare Flamma Flamma; adattamento teatrale di The Waste Land di TS Eliot; la produzione australiano-giapponese di Masterkey; La performance di sette ore di Ex-Machina di The Seven Streams of the River Ota di Robert Le Page; l'opera andalusa Carmen, e le esibizioni di Sequentia dei Canticles of Ecstasy, composta da Hildegard von Bingen. |
| 2000      | Robyn Archer                               | L'opera Scrivere a Vermeer di Peter Greenaway; Ishina presenta "Mizumachi (The Water City)" in un teatro all'aperto; l'omaggio di "Les Ballets C de la B" a Bach nel suo 250º anno con "Iets Op Bach" e 5 nuovi lavori australiani commissionati per il festival. |
| 2002      | Peter Sellars (dimissionario)/Sue Nattrass | Kaurna Palti Meyunna in Victoria Square, Adelaide; un programma cinematografico con titoli commissionati tra cui The Tracker, Australian Rules e Walking on Water, Uppalapu Srinivas (India), Black Swan e molti eventi della comunità. |
| 2004      | Stephen Page                               | Una cerimonia indigena del risveglio; David Gulpilil; Bangarra Dance Theatre; RiverlanD e Body Dreaming del Windmill Performing Arts; Bryn Terfel; la Prague Chamber Orchestra; evento teatrale su larga scala The Overcoat, La Carnicería Teatro (Madrid) con I Bought a Spade at Ikea to Dig My Own Grave; Circus Oz e la discoteca a tarda notte Universal Playground. |
| 2006      | Brett Sheehy                               | La Compagnia italiana di Valerio Festi Il Cielo che Danza; Nora del teatro Schaubühne di Berlino; la prima mondiale di un evento musicale teatrale ispirato al fenomeno di Imelda Marcos, Here Lies Love; l'opera Flight; punti salienti della Biennale di Venezia, e il festival all'aperto del club Persian Garden. |
| 2008      | Brett Sheehy                               | L'opera Ainadamar, Northern Lights, Sacred Monsters di Akram Khan con Sylvie Guillem; Book of Longing di Leonard Cohen e Philip Glass di ispirazione buddista, il Sogno di una notte di mezza estate indiano/cingalese; il Meeting of the Spirits della Mahavishnu Orchestra e il Dharma at Big Sur di ispirazione buddista/Kerouac di John Adams; un esame della grande vita di compositori tra cui Pärt, Kats-Chernin, Górecki, Farr, Adams, Sculthorpe, Hosokawa, Glass, Adès, Golijov, Hindson, Westlake, MacMillan, Meale e Roumain.                                    |
| 2010      | Paul Grabowsky                             | La produzione dell'opera Le Grand Macabre di György Ligeti, il Wayne Shorter Quartet; Good Morning Mr Gershwin (Montalvo-Hervieu); The Sound and the Fury (Elevator Repair Service); e The Walworth Farce (Druido); un'espansione di Northern Lights; lo spettacolo pirotecnico A Little More Light di Groupe F e Mahler 8 con l'Adelaide Symphony Orchestra e la Tasmanian Symphony Orchestra. |
| 2012      | Paul Grabowsky                             | Raoul con James Thiérrée; The Caretaker di Harold Pinter con Jonathan Pryce; Mass di Leonard Bernstein con Jubilant Sykes; Produzione di Force Majeure e della Sydney Theatre Company di Never Did Me Any Harm; Charles Bradley; Roky Erickson; Haunted Graffiti di Ariel Pink; Michael Rother e Jane Birkin. |
| 2013      | David Sefton                               | Il Kronos Quartet e Laurie Anderson; Van Dyke Parks; Sylvie Guillem; The Strange Undoing of Prudencia Hart del National Theatre of Scotland; Trilogia di Ontroerend Goed; Neil Finn e Paul Kelly; Unsound Adelaide; Severed Heads; i Nick Cave and the Bad Seeds e il ritorno del festival club, Barrio. |
| 2014      | David Sefton                               | Roman Tragedies di Toneelgroep Amsterdam; John Zorn in una serie di concerti esclusivi comprendente la Masada Marathon, la Classical Marathon, Triple Bill e Zorn@60 con artisti ospiti come Mike Patton, Joey Baron, Bill Laswell, Marc Ribot, Sofia Rei, Dave Lombardo, Greg Cohen, Jesse Harris e altri ; Sadeh21 della Batsheva Dance Company; Green Porno di Isabella Rossellini; John Waters; Needles and Opium di Robert Lepage; An Iliad con Denis O'Hare, Kid Creole e Coconuts, Charles Bradley; Unsound Adelaide; Ilan Volkov e il festival club, Lola's Pergola. |
| 2015      | David Sefton                               | Spettacolari illuminazioni digitali hanno segnato l'apertura con Blinc. Questo festival includeva anche la musica di Danny Elfman dei film di Tim Burton, spettacoli unici del festival come Tommy e il ritorno di Unsound. Il Cedar Lake Contemporary Ballet di New York ha esordito in Australia con opere di Crystal Pite, Hofesh Shechter, Jiří Kylián e Sidi Larbi Cherkaoui. |
| 2016      | David Sefton                               | I maestri francesi di luci e fuoco Groupe F aprono il festival con À Fleur de Peau all'Ovale di Adelaide. Il festival comprendeva anche The James Plays di Rona Munro, Nelken di Tanztheater Wuppertal di Pina Bausch, Go Down, Moses di Romeo Castellucci, la compagnia di danza canadese The Holy Body Tattoo con il monumentale accompagnamento dal vivo di Godspeed You! Black Emperor (CAN) e la favola distopica pluridisciplinare del 1927 Golem (Regno Unito). |
| 2017      | Neil Armfield e Rachel Healy               | L'opera Saul (Regno Unito) di Barrie Kosky vincitrice dell'Helpmann award, The Secret River (AUS) della State Theatre Company of South Australia; la première di Backbone (AUS) della compagnia circense di Adelaide Gravity & Other Myths, Riccardo III (GER) del teatro Schaubühne di Berlino; Betroffenheit (CAN) della compagnia di danza canadese Electric Company Theatre e Rufus Wainwright eseguono sia Prima Donna che Rufus Does Judy (CAN). |
| 2018–2019 | Neil Armfield e Rachel Healy               | Il programma del festival 2018 sarà annunciato a ottobre 2017 |